# Maniobras de Leopold

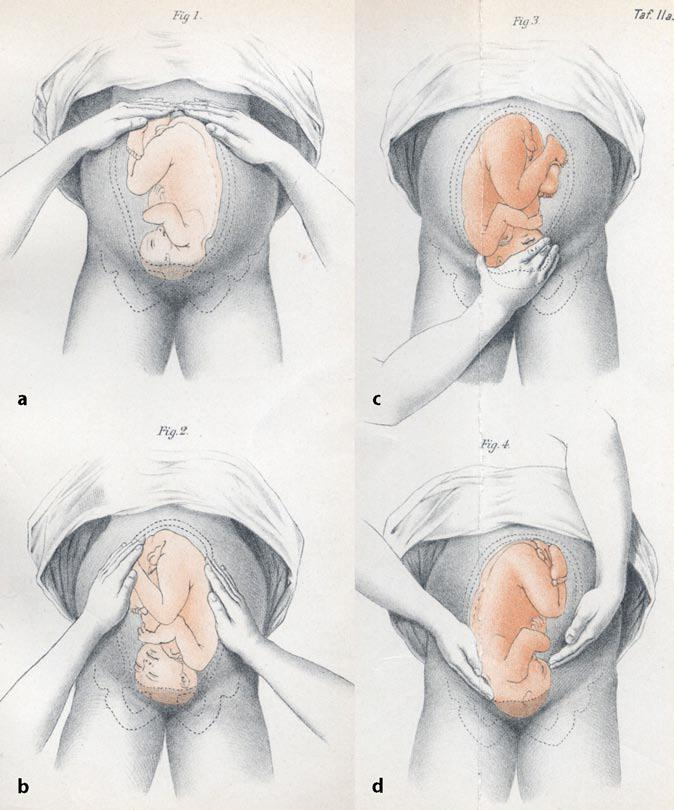
Maniobras de Leopold

En obstetricia las maniobras de Leopold consisten en cuatro acciones distintas que ayudan a determinar la estática fetal, y que, junto con la evaluación de la pelvis materna, pueden indicar si el parto será complicado o si resultará necesario realizar una cesárea. 
La práctica del examinador para realizar las maniobras son el factor principal para el diagnóstico correcto. La posición fetal puede ser también determinada mediante ultrasonido.
Las maniobras de Leopold pueden ser ejecutadas en los meses finales de la gestación, con especial valor semiológico a partir de la semana 20 o 22; también durante y entre las contracciones uterinas en el trabajo de parto. 

## Criterios a considerar
Esta maniobra puede resultar complicada sobre todo en mujeres con obesidad o aquellas con polihidramnios. La palpación puede ser incómoda para la mujer si no se realiza en la posición adecuada y asegurándose de que la gestante se encuentre relajada. El examinador debe asegurarse de que la mujer haya vaciado recientemente su vejiga. La mujer debe recostarse sobre su espalda con los hombros sobre una almohada, las rodillas ligeramente flexionadas y el abdomen totalmente descubierto. 

### Primera maniobra
Determinación de situación fetal
Qué parte del feto está en el fondo uterino (parte más alta): cabeza o pies.
La presentación puede ser cefálica ,podálica o transversa.
 Técnica
Se coloca ambas manos sobre el fondo uterino y se trata de identificar la parte fetal que la ocupa, si lo que se palpa es redondo, resistente, regular y se logra apreciar un leve peloteo entre las manos, muy posiblemente se trate de la cabeza fetal (posición podálica, ya que lo que se presenta hacia la pelvis materna es lo opuesto a lo que se palpa).
Si lo que se percibe es una superficie irregular, con partes blandas y duras , a ello se le atribuye la pelvis del feto (posición cefálica).

### Segunda maniobra
Determinacion de posicion fetal
Se utiliza para saber en qué parte está el dorso fetal con relación al eje cefalocaudal de la gestante ( derecha o izquierda de la madre).
El dorso suele palparse como una estructura dura, convexa y resistente a la palpación; en cambio, las extremidades fetales son blandas, móviles, irregulares y numerosas. 
Técnica
Esta maniobra se realiza de frente a la gestante, con las manos en las caras laterales del útero (a los lados izquierdo y derecho del abdomen materno) y mediante palpación descendente y comprimiendo suavemente, se trata de identificar el dorso fetal determinandolo con una resistencia uniforme y regular a lo largo de una de las caras laterales del útero.
Esta maniobra es utilizada conjuntamente para determinar la Frecuencia cardiaca  fetal, mediante el uso de un doppler electrónico o  estetoscopio de Pinard.

### Tercera maniobra
Determinacion de presentacion fetal
Permite identificar la presentación del polo fetal que ocupa la porción inferior del útero y establecer si se encuentra encajado en la pelvis. Utilizando el pulgar y los dedos de una mano se toma la porción inferior del abdomen de la gestante justo por encima de la sínfisis del pubis. De acuerdo a la sensación que dé la estructura palpada se pusssssede determinar el tipo de presentación. En caso de que el polo fetal inferior no se encuentre encajado en la pelvis, se sentirá como una masa móvil.

### Cuarta maniobra
Determinacion de encajamiento fetal
En la cuarta maniobra, que es la única que se ejecuta mirando hacia los pies de la gestante, se trata de apreciar el grado de encajamiento y la posición de la cabeza; consiste en buscar sobre la sínfisis púbica la prominencia frontal del feto, esto nos indica si ha descendido la presentación y si la cabeza se encuentra en flexión o extensión. Luego le decimos a la mamá que si ella puede apoyarnos con la siguiente maniobra
Para realizarla se mueven los dedos de ambas manos gentilmente por los bordes inferiores del útero hacia el pubis. El lado donde haya mayor resistencia al descenso de los dedos corresponde a la frente. Si la cabeza del feto está bien flexionada la frente debería encontrarse en el lado opuesto de la espalda fetal. Si la cabeza se encuentra extendida entonces se palpará el occipucio y se encontrará localizado al mismo lado que el dorso del producto.
Otro concepto
La cuarta maniobra determina el grado de penetración de la presentación fetal en el estrecho superior de la pelvis materna, nos permite ver el grado de flexión de la cabeza con respecto al tronco.
Puede ser libre o encajada.

## Puntos a seguir antes de su realización
- Las maniobras de Leopold están diseñadas para ser realizadas por personal experimentado. Si se practican en casa el examinador debe tener cuidado de no realizarlas bruscamente ni causar molestias excesivas en el feto. Es importante mencionar que ninguno de los hallazgos de estas maniobras es diagnóstico, por lo tanto se requiere un ultrasonido para determinar con certeza la posición fetal.

- Higiene adecuada de manos.

- Explicar a la paciente el procedimiento a realizar, despejando dudas que está pudiera tener.